# Criel-sur-Mer
Criel-sur-Mer là một xã thuộc tỉnh Seine-Maritime trong vùng Normandie miền bắc nước Pháp.

### Huy hiệu
| Arms of Criel-sur-Mer | The arms of Criel-sur-Mer are blazoned: Gules, 3 ducks argent 1 & 2. Someone claimed they used Normandy Gules, 2 leopards Or. |

## Dân số
| Năm | 1962 | 1968 | 1975 | 1982 | 1990 | 1999 | 2006 |
| --- | ---- | ---- | ---- | ---- | ---- | ---- | ---- |
| Dân số | 1769 | 1927 | 2108 | 2155 | 2452 | 2671 | 2826 |
| From the year 1962 on: No double counting—residents of multiple communes (e.g. students and military personnel) are counted only once. |      |      |      |      |      |      |      |